# Gjeravica
Gjeravica o Đeravica (albanès: Gjeravica; serbi: Ђеравица) és el segon cim de muntanya més alt de la serralada dels Alps Albanesos i de la cadena dels Alps Dinàrics, després de Maja e Jezercës. És la muntanya més alta de Kosovo, i, d'acord amb l'opinió sostinguda pel govern de Sèrbia que Kosovo és part de Sèrbia, la muntanya més alta de Sèrbia. Té una elevació de 2,656 metres sobre el mar. Gjeravica està situada a la part occidental de Kosovo, a la municipalitat de Junik. Abans del segle xx, Gjeravica s'anomenava Kaluđerovica (Kaluđer vol dir monjo en serbi).